# Origa

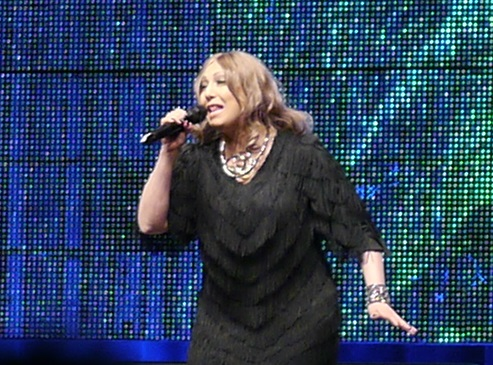
Origa (2013)

Origa (właściwie Olga Witaljewna Jakowlewa (Ольга Витальевна Яковлева), ur. 12 października 1970 w Nowosybirsku w Rosji, zm. 17 stycznia 2015) – rosyjska piosenkarka i wokalistka.
Po ukończeniu studiów muzycznych w 1990 roku, przy okazji wizyty w Japonii w 1991 nawiązała współpracę z ROAD&SKY Organization, z którą podpisała kontrakt w 1993 roku.
Od tego czasu Origa współpracowała przy kilku projektach z różnymi artystami, współpracowała także z Radio Japan Series oraz wzięła udział w koncercie charytatywnym jako chórzystka z okazji trzęsienia ziemi w Kobe.
Do 2005 roku Origa wydała sześć solowych albumów, dwa minialbumy oraz trzy single.
Jej popularność wzrosła poza granicami Japonii i Rosji w związku z wydaniem anime Ghost in the Shell: Stand Alone Complex, na którego ścieżce dźwiękowej zawarte zostały wykonywane przez nią utwory skomponowane przez jej przyjaciółkę i kompozytorkę Yōko Kanno.
17 stycznia 2015 w wieku 44 lat zmarła z powodu raka płuc.
Płyty solowe:
- The Songwreath (2008)
- Hana Gumori [Singiel] (2007)
- Leleyala [Singiel] (2006)
- Land of Love [Singiel] (2006)
- Spiral [Singiel] (2006)
- Aurora (2005)
- Mizu no Madoromi [Singiel] (2004)
- Era of Queens (2003)
- The Best of Origa (1999)
- Eien (1998)
- Eternal (1998)
- "?Le Vent Vert? ~ Le Temps Bleu (Poljushko Pole)" [Singiel] (1998)
- Lira Vetrov (1996)
- Aria [Mini-Album] (1996)
- Illusia (1995)
- "Kaze no Naka no Soritea" [Singiel] (1995)
- Crystal Winter [Mini-Album] (1994)

## Pozostała dyskografia
- CM Yoko / Yoko Kanno (2007 - vocals for "Exaelitus")
- Ghost in the Shell: S.A.C. Solid State Society O.S.T / Yoko Kanno (2006 - vocals & lyrics for "Player", "Date of Rebirth")
- Fantastic Children: Drama & Image Album / Kouji Ueno (2005- vocals & lyrics for "Fuyuu Yume" - both Japanese & Russian versions-)
- Fantastic Children: Original TV Soundtrack 1 / Kouji Ueno (2005 - vocals & lyrics for "Pobezhdaet Ljubovj? (TV-Edit)")
- Ghost in the Shell: Stand Alone Complex - Original TV Soundtrack 2 / Yōko Kanno (2004 - vocals & lyrics for "Rise")
- Ghost in the Shell: Stand Alone Complex - Original TV Soundtrack + / Yōko Kanno (2004 - vocals & lyrics for "Inner Universe" and "Rise (TV-Edit)")
- "GET9" [Single] / Yōko Kanno (2004 - vocals & lyrics for "Rise")
- Ghost in the Shell: Stand Alone Complex - Original TV Soundtrack 1 / Yōko Kanno (2003 - vocals & lyrics for "Inner Universe")
- Princess Arete: Original Movie Soundtrack / Akira Senju (2001 - vocals & lyrics for "Krasno Solntse (Puroroogu)", "Majo no Yubiwa", "Krasno Solntse (Sutoorii)" & "Krasno Solntse")
- Turn-A Gundam: The Concert / Yōko Kanno (2000 - vocals for "Moon")
- Ao no Jidai: Original TV Soundtrack / Various Artists (1998 - vocals & lyrics for "?Le Vent Vert? ~ Le Temps Bleu Poljushko Pole)")